# 第12回スーパーボウル
第12回スーパーボウルは1978年1月15日にルイジアナ州ニューオーリンズのルイジアナ・スーパードームで開催されたアメリカンフットボールの試合。NFLの1977年のレギュラーシーズン、プレーオフを勝ち上がったダラス・カウボーイズ、デンバー・ブロンコスがNFLチャンピオンシップを争った。この大会はスーパーボウル史上初めてドーム球場で行われた。
試合はダラス・カウボーイズが8回のターンオーバーを奪い、相手のパスを8回61ヤードしか通さず、27-10でデンバー・ブロンコスを破った。MVPにはダラスのランディ・ホワイト, ハーベイ・マーティンの2人が選ばれた（スーパーボウルMVPを2人が同時受賞したのはこの時だけ）。

## 背景

### ストーバックとモートン
第12回スーパーボウルで最も注目されたのはロジャー・ストーバックとクレイグ・モートンの2人のクォーターバック(QB)対決だった。モートンは1965年にダラスでNFLのキャリアを開始したが入団後4年間はドン・メレディスの控えであった。一方ストーバックは4年間海軍での兵役を終えた後、1969年にダラスに入団した。
1970年モートンとストーバックは先発の座を争いレギュラーシーズン14試合中11試合を先発したモートンがプレーオフでも先発出場しチームは第5回スーパーボウルに進出したが第4Q残り7分からモートンは3つのインターセプトを犯し、ダラスは13-16でボルチモア・コルツに敗れた。翌1971年のシーズンはストーバックが先発QBとなり、第6回スーパーボウルでマイアミ・ドルフィンズを24-3で破りスーパーボウルMVPを獲得した。先発争いに敗れたモートンは1974年のシーズン中にニューヨーク・ジャイアンツに去った。

### モートンとオレンジ・クラッシュ・ディフェンス
3シーズンをジャイアンツで過ごした後、1977年にモートンはデンバー・ブロンコスに加入し、このシーズンチームは12勝2敗でシーズンを終えた。レギュラーシーズン、彼はパスで1929ヤードしか獲得しなかった（QBサックをシーズン43回浴びてパス攻撃はAFC最下位となった）が、タッチダウンパス14本に対してインターセプトはわずか8回であり（QBレイティングAFC2位）、ラッシングでも125ヤードを走り、4タッチダウンをあげてカムバック賞を受賞した。メインターゲットはタイトエンドのライリー・オドムスであり37回のパスキャッチで429ヤードを獲得した。またロングパスのターゲットはワイドレシーバーのハーベン・モーゼスで27回のパスキャッチで539ヤードを獲得した。攻撃の要となるランニングゲームでは3人のランニングバック、オーティス・アームストロング、ロニー・ペリン、ロブ・ライトルが合計で1353ヤードを獲得（ラン攻撃AFC7位）、スペシャルチームのリック・アップチャーチがパントリターンでNFLシーズンベストの653ヤードをリターン、キックオフリターンでも456ヤード、パスレシーブでも12回、245ヤードを獲得した。
ブロンコスのディフェンス（トータル守備AFC4位）はオレンジ・クラッシュ・ディフェンスと呼ばれ、NFL最少の148失点しか許さなかった。10月16日に敵地で行われた前年のスーパーボウルチャンピオン、オークランド・レイダース戦ではケン・ステイブラーから7インターセプトを奪うとともに、相手のランも87ヤードに抑えて30-7で勝利した。
ランディ・グラディシャー（3インターセプト、4ファンブルリカバー）、トム・ジャクソン（4インターセプト、1タッチダウン）ら4人の強力なラインバッカー、ディフェンスエンドのライル・アルゼイド、ディフェンスバックにはビリー・トンプソン（5インターセプト）、ルイス・ライト（3インターセプト）を擁した。

### ストーバックとドゥームズデイ・ディフェンス
ストーバックとドゥームズデイ・ディフェンスは12勝2敗でシーズンを終えた。ストーバックはパスで2620ヤードを獲得、18タッチダウンパスに対してインターセプトはわずか8回で、ランでも171ヤードを走り3タッチダウンをあげた。メインターゲットはワイドレシーバーのドリュー・ピアソンで48回のキャッチで870ヤードを獲得した。またプロボウルに選出されたタイトエンドのビリー・ジョー・デュプリーが28回のキャッチで347ヤードを獲得すると共にランニングプレイではブロッカーとして活躍した。
新人ランニングバックのトニー・ドーセットは10試合目からの先発出場にもかかわらずチームのリーディングラッシャーとなる1007ヤードを走り、13個のタッチダウンを奪い、レシーブでもチーム3位の29回、273ヤードを獲得した。ベテランフルバックのロバート・ニューハウスはドーセットのリードブロッカーとしてだけでなくチーム2位の721ヤードを走り、16回のパスキャッチで106ヤードを獲得、ランニングバックのプレストン・ピアソンは341ヤードを走り46回のパスキャッチで535ヤード、5タッチダウンを獲得した。オフェンスラインはオールプロのタックル、レイフィールド・ライトに率いられた。
カウボーイズのドゥームズデイ・ディフェンスはディフェンスラインにハーベイ・マーティン（20サック）、ジェスロ・ピュー、トゥー・トール・ジョーンズ、ランディ・ホワイト、2列目のラインバッカーにトーマス・ヘンダーソン、D・D・ルイス、ボブ・ブリューニグが控えディフェンスバックには後にプロフットボール殿堂入りを果たすコーナーバックのメル・レンフロ、セイフティには強力なタックルの持ち主であるクリフ・ハリス、チャーリー・ウォーターズを擁した。

### プレーオフ
カウボーイズはシカゴ・ベアーズを37-7、ミネソタ・バイキングスを23-6で破り2年ぶりのスーパーボウル出場を決めた。
一方、ブロンコスはピッツバーグ・スティーラーズを34-21、オークランド・レイダース戦ではハーベン・モーゼスが5回のレシーブで168ヤードを獲得、74ヤードのTDを含む2TDをあげて、20-17で破り初出場を果たした。
このスーパーボウルはレギュラーシーズンが14試合制の下で開催された最後の大会となり、翌シーズンからはレギュラーシーズンは16試合制になった。

### 試合前のニュースと話題
この大会はモートンにとって、過去に所属したカウボーイズとの対戦になること、第5回スーパーボウルの敗戦した無念を晴らせるか、ストーバックとの先発争いに敗れたリベンジがなるかなどが話題となった。またストーバックにとっては2度目のスーパーボウル制覇をなし、2人の選手のどちらがより優れているか見せることができるかといった点に注目が集まった。
またトニー・ドーセットにとってはピッツバーグ大学時代の1977年1月1日開催されたシュガーボウルでジョージア大学を破り全米チャンピオンになっていたがNCAAチャンピオンになった翌年にスーパーボウル優勝を果たす最初の選手となるかどうか期待された。
1970年代に入りカウボーイズはNFCで唯一スーパーボウルを制したチームであり、その時の開催地もニューオーリンズであった。
両チームはスーパーボウル史上初めてレギュラーシーズン最終節にカウボーイズの本拠地、テキサス・スタジアムで対戦していた。試合はすでに12勝1敗でAFCのホームアドバンテージを獲得していたブロンコスが先発選手の多くを欠場させ14-6でカウボーイズが勝利した。

## テレビ放映とエンターテイメント
この試合はスーパーボウル史上初めてプライムタイムに行われた。中部標準時の午後5時過ぎに最初のキックオフがされた。（第25回スーパーボウル以降、東部標準時の午後6時、中部標準時の午後5時、山岳部標準時の午後4時、太平洋標準時の午後3時にキックオフが行われている。）実況はパット・サマロール、解説はトム・ブルックシャーが担当した。
試合開始前、サザン大学のバンドとチアリーディング部が演技を行い、アメリカ国歌斉唱はノースイースト・ルイジアナ州立大学のフィリス・ケリーが行った。
またこれまでの全ての大会でコイントスはレフェリーによって行われてきたが、プロフットボール殿堂入りを果たしているレッド・グレンジにより行われた。
ハーフタイムショーには"From Paris to Paris of America"とタイラー・ジュニアカレッジのドリルチーム、クラリネット奏者のピート・ファウンテン、トランペット奏者のアル・ハートが出演した。

## 試合経過
| \| 開始 \| 開始 \| 開始 \| ボール保持 \| ドライブ \| ドライブ \| TOP \| 結果 \| 得点内容 \| 得点内容 \| 得点内容 \| 得点 \| 得点 \| \| Q \| 時間 \| 地点 \| ボール保持 \| P \| yd \| TOP \| 結果 \| yd \| 得点者 \| PAT \| カウボーイズ \| ブロンコス \| \| ------------------------------------------------------------------------------------------------------------------------------- \| ------------------------------------------------------------------------------------------------------------------------------- \| ------------------------------------------------------------------------------------------------------------------------------- \| ------------------------------------------------------------------------------------------------------------------------------- \| ------------------------------------------------------------------------------------------------------------------------------- \| ------------------------------------------------------------------------------------------------------------------------------- \| ------------------------------------------------------------------------------------------------------------------------------- \| ------------------------------------------------------------------------------------------------------------------------------- \| ------------------------------------------------------------------------------------------------------------------------------- \| ------------------------------------------------------------------------------------------------------------------------------- \| ------------------------------------------------------------------------------------------------------------------------------- \| ------------ \| ---------- \| \| 1 \| 15:00 \| 自陣29 \| カウボーイズ \| 3 \| -1 \| 1:58 \| パント \| — \| — \| — \| — \| — \| \| 1 \| 13:02 \| 自陣47 \| ブロンコス \| 6 \| 9 \| 3:16 \| パント \| — \| — \| — \| — \| — \| \| 1 \| 9:46 \| 自陣1 \| カウボーイズ \| 4 \| 15 \| 2:21 \| パント \| — \| — \| — \| — \| — \| \| 1 \| 7:25 \| 自陣39 \| ブロンコス \| 2 \| -10 \| 0:16 \| インターセプト \| — \| — \| — \| — \| — \| \| 1 \| 7:09 \| 敵陣25 \| カウボーイズ \| 5 \| 25 \| 2:40 \| タッチダウン（ラン） \| 3 \| Dorsett \| キック成功 \| 7 \| 0 \| \| 1 \| 4:29 \| 自陣40 \| ブロンコス \| 2 \| 2 \| 2:40 \| インターセプト \| — \| — \| — \| — \| — \| \| 1 \| 3:27 \| 敵陣35 \| カウボーイズ \| 5 \| 17 \| 1:56 \| フィールドゴール成功 \| 35 \| Herrera \| — \| 10 \| 0 \| \| 1-2 \| 1:31 \| 自陣28 \| ブロンコス \| 3 \| -3 \| 1:41 \| パント \| — \| — \| — \| — \| — \| \| 2 \| 14:50 \| 自陣43 \| カウボーイズ \| 7 \| 32 \| 3:34 \| フィールドゴール成功 \| 43 \| Herrera \| — \| 13 \| 0 \| \| 2 \| 11:16 \| 自陣10 \| ブロンコス \| 2 \| 5 \| 0:55 \| インターセプト \| — \| — \| — \| — \| — \| \| 2 \| 10:21 \| 自陣40 \| カウボーイズ \| 3 \| -12 \| 1:49 \| パント \| — \| — \| — \| — \| — \| \| 2 \| — \| — \| ブロンコス \| — \| — \| — \| ファンブルロスト \| — \| — \| — \| — \| — \| \| 2 \| 8:32 \| 敵陣40 \| カウボーイズ \| 5 \| 14 \| 4:30 \| 43ydフィールドゴール失敗 \| — \| — \| — \| — \| — \| \| 2 \| 5:51 \| 自陣26 \| ブロンコス \| 3 \| 1 \| 1:46 \| ファンブルロスト \| — \| — \| — \| — \| — \| \| 2 \| 4:05 \| 敵陣27 \| カウボーイズ \| 5 \| 12 \| 2:59 \| 32ydフィールドゴール失敗 \| — \| — \| — \| — \| — \| \| 2 \| 1:06 \| 自陣20 \| ブロンコス \| 1 \| — \| 0:07 \| ファンブルロスト \| — \| — \| — \| — \| — \| \| 2 \| 0:59 \| 敵陣28 \| カウボーイズ \| 1 \| — \| 0:10 \| ファンブルロスト \| — \| — \| — \| — \| — \| \| 2 \| 0:49 \| 自陣12 \| ブロンコス \| 4 \| 28 \| 0:43 \| インターセプト \| — \| — \| — \| — \| — \| \| 2 \| 0:06 \| 敵陣35 \| カウボーイズ \| 1 \| 8 \| 0:06 \| 44ydフィールドゴール失敗 \| — \| — \| — \| — \| — \| \| 前半終了 \| \| \| \| \| \| \| \| \| \| \| \| \| \| 3 \| 15:00 \| 自陣35 \| ブロンコス \| 8 \| 35 \| 2:28 \| フィールドゴール成功 \| 47 \| Turner \| — \| 13 \| 3 \| \| 3 \| 12:32 \| 自陣21 \| カウボーイズ \| 3 \| -1 \| 2:29 \| パント \| — \| — \| — \| — \| — \| \| 3 \| 10:03 \| 自陣35 \| ブロンコス \| 3 \| -9 \| 0:35 \| パント \| — \| — \| — \| — \| — \| \| 3 \| 9:28 \| 自陣42 \| カウボーイズ \| 5 \| 58 \| 2:29 \| タッチダウン（パス） \| 45 \| ストーバック→B.Johnson \| キック成功 \| 20 \| 3 \| \| 3 \| 6:59 \| 敵陣26 \| ブロンコス \| 5 \| 26 \| 1:20 \| タッチダウン（ラン） \| 1 \| Lytle \| キック成功 \| 20 \| 10 \| \| 3-4 \| 5:39 \| 自陣14 \| カウボーイズ \| 10 \| 50 \| 1:37 \| ファンブルロスト \| — \| — \| — \| — \| — \| \| 4 \| 14:02 \| 自陣45 \| ブロンコス \| 6 \| 9 \| 1:44 \| パント \| — \| — \| — \| — \| — \| \| 4 \| 12:18 \| 自陣20 \| カウボーイズ \| 6 \| 21 \| 3:28 \| パント \| — \| — \| — \| — \| — \| \| 4 \| 8:50 \| 自陣24 \| ブロンコス \| 3 \| 6 \| 1:39 \| ファンブルロスト \| — \| — \| — \| — \| — \| \| 4 \| 7:11 \| 敵陣29 \| カウボーイズ \| 1 \| 29 \| 0:07 \| タッチダウン（パス） \| 29 \| Newhouse→Richards \| キック成功 \| 27 \| 10 \| \| 4 \| 7:04 \| 敵陣47 \| ブロンコス \| 10 \| 23 \| 3:50 \| 第4ダウン失敗 \| — \| — \| — \| — \| — \| \| 4 \| 3:14 \| 自陣25 \| カウボーイズ \| 7 \| 11 \| 3:14 \| 試合終了 \| — \| — \| — \| — \| — \| \| P=プレー数、TOP=タイム・オブ・ポゼッション、PAT=ポイント・アフター・タッチダウン。 アメリカンフットボールの用語集 (en) も参照。 \| P=プレー数、TOP=タイム・オブ・ポゼッション、PAT=ポイント・アフター・タッチダウン。 アメリカンフットボールの用語集 (en) も参照。 \| P=プレー数、TOP=タイム・オブ・ポゼッション、PAT=ポイント・アフター・タッチダウン。 アメリカンフットボールの用語集 (en) も参照。 \| P=プレー数、TOP=タイム・オブ・ポゼッション、PAT=ポイント・アフター・タッチダウン。 アメリカンフットボールの用語集 (en) も参照。 \| P=プレー数、TOP=タイム・オブ・ポゼッション、PAT=ポイント・アフター・タッチダウン。 アメリカンフットボールの用語集 (en) も参照。 \| P=プレー数、TOP=タイム・オブ・ポゼッション、PAT=ポイント・アフター・タッチダウン。 アメリカンフットボールの用語集 (en) も参照。 \| P=プレー数、TOP=タイム・オブ・ポゼッション、PAT=ポイント・アフター・タッチダウン。 アメリカンフットボールの用語集 (en) も参照。 \| P=プレー数、TOP=タイム・オブ・ポゼッション、PAT=ポイント・アフター・タッチダウン。 アメリカンフットボールの用語集 (en) も参照。 \| P=プレー数、TOP=タイム・オブ・ポゼッション、PAT=ポイント・アフター・タッチダウン。 アメリカンフットボールの用語集 (en) も参照。 \| P=プレー数、TOP=タイム・オブ・ポゼッション、PAT=ポイント・アフター・タッチダウン。 アメリカンフットボールの用語集 (en) も参照。 \| P=プレー数、TOP=タイム・オブ・ポゼッション、PAT=ポイント・アフター・タッチダウン。 アメリカンフットボールの用語集 (en) も参照。 \| 27 \| 10 \| | | | | | | | | | | |              |            |
| 開始 | 開始 | 開始 | ボール保持 | ドライブ | ドライブ | TOP | 結果 | 得点内容 | 得点内容 | 得点内容 | 得点         | 得点       |
| Q | 時間 | 地点 | ボール保持 | P | yd | TOP | 結果 | yd | 得点者 | PAT | カウボーイズ | ブロンコス |
| 1 | 15:00 | 自陣29 | カウボーイズ | 3 | -1 | 1:58 | パント | — | — | — | —            | —          |
| 1 | 13:02 | 自陣47 | ブロンコス | 6 | 9 | 3:16 | パント | — | — | — | —            | —          |
| 1 | 9:46 | 自陣1 | カウボーイズ | 4 | 15 | 2:21 | パント | — | — | — | —            | —          |
| 1 | 7:25 | 自陣39 | ブロンコス | 2 | -10 | 0:16 | インターセプト | — | — | — | —            | —          |
| 1 | 7:09 | 敵陣25 | カウボーイズ | 5 | 25 | 2:40 | タッチダウン（ラン） | 3 | Dorsett | キック成功 | 7            | 0          |
| 1 | 4:29 | 自陣40 | ブロンコス | 2 | 2 | 2:40 | インターセプト | — | — | — | —            | —          |
| 1 | 3:27 | 敵陣35 | カウボーイズ | 5 | 17 | 1:56 | フィールドゴール成功 | 35 | Herrera | — | 10           | 0          |
| 1-2 | 1:31 | 自陣28 | ブロンコス | 3 | -3 | 1:41 | パント | — | — | — | —            | —          |
| 2 | 14:50 | 自陣43 | カウボーイズ | 7 | 32 | 3:34 | フィールドゴール成功 | 43 | Herrera | — | 13           | 0          |
| 2 | 11:16 | 自陣10 | ブロンコス | 2 | 5 | 0:55 | インターセプト | — | — | — | —            | —          |
| 2 | 10:21 | 自陣40 | カウボーイズ | 3 | -12 | 1:49 | パント | — | — | — | —            | —          |
| 2 | — | — | ブロンコス | — | — | — | ファンブルロスト | — | — | — | —            | —          |
| 2 | 8:32 | 敵陣40 | カウボーイズ | 5 | 14 | 4:30 | 43ydフィールドゴール失敗 | — | — | — | —            | —          |
| 2 | 5:51 | 自陣26 | ブロンコス | 3 | 1 | 1:46 | ファンブルロスト | — | — | — | —            | —          |
| 2 | 4:05 | 敵陣27 | カウボーイズ | 5 | 12 | 2:59 | 32ydフィールドゴール失敗 | — | — | — | —            | —          |
| 2 | 1:06 | 自陣20 | ブロンコス | 1 | — | 0:07 | ファンブルロスト | — | — | — | —            | —          |
| 2 | 0:59 | 敵陣28 | カウボーイズ | 1 | — | 0:10 | ファンブルロスト | — | — | — | —            | —          |
| 2 | 0:49 | 自陣12 | ブロンコス | 4 | 28 | 0:43 | インターセプト | — | — | — | —            | —          |
| 2 | 0:06 | 敵陣35 | カウボーイズ | 1 | 8 | 0:06 | 44ydフィールドゴール失敗 | — | — | — | —            | —          |
| 前半終了 | | | | | | | | | | |              |            |
| 3 | 15:00 | 自陣35 | ブロンコス | 8 | 35 | 2:28 | フィールドゴール成功 | 47 | Turner | — | 13           | 3          |
| 3 | 12:32 | 自陣21 | カウボーイズ | 3 | -1 | 2:29 | パント | — | — | — | —            | —          |
| 3 | 10:03 | 自陣35 | ブロンコス | 3 | -9 | 0:35 | パント | — | — | — | —            | —          |
| 3 | 9:28 | 自陣42 | カウボーイズ | 5 | 58 | 2:29 | タッチダウン（パス） | 45 | ストーバック→B.Johnson | キック成功 | 20           | 3          |
| 3 | 6:59 | 敵陣26 | ブロンコス | 5 | 26 | 1:20 | タッチダウン（ラン） | 1 | Lytle | キック成功 | 20           | 10         |
| 3-4 | 5:39 | 自陣14 | カウボーイズ | 10 | 50 | 1:37 | ファンブルロスト | — | — | — | —            | —          |
| 4 | 14:02 | 自陣45 | ブロンコス | 6 | 9 | 1:44 | パント | — | — | — | —            | —          |
| 4 | 12:18 | 自陣20 | カウボーイズ | 6 | 21 | 3:28 | パント | — | — | — | —            | —          |
| 4 | 8:50 | 自陣24 | ブロンコス | 3 | 6 | 1:39 | ファンブルロスト | — | — | — | —            | —          |
| 4 | 7:11 | 敵陣29 | カウボーイズ | 1 | 29 | 0:07 | タッチダウン（パス） | 29 | Newhouse→Richards | キック成功 | 27           | 10         |
| 4 | 7:04 | 敵陣47 | ブロンコス | 10 | 23 | 3:50 | 第4ダウン失敗 | — | — | — | —            | —          |
| 4 | 3:14 | 自陣25 | カウボーイズ | 7 | 11 | 3:14 | 試合終了 | — | — | — | —            | —          |
| P=プレー数、TOP=タイム・オブ・ポゼッション、PAT=ポイント・アフター・タッチダウン。 アメリカンフットボールの用語集 (en) も参照。 | P=プレー数、TOP=タイム・オブ・ポゼッション、PAT=ポイント・アフター・タッチダウン。 アメリカンフットボールの用語集 (en) も参照。 | P=プレー数、TOP=タイム・オブ・ポゼッション、PAT=ポイント・アフター・タッチダウン。 アメリカンフットボールの用語集 (en) も参照。 | P=プレー数、TOP=タイム・オブ・ポゼッション、PAT=ポイント・アフター・タッチダウン。 アメリカンフットボールの用語集 (en) も参照。 | P=プレー数、TOP=タイム・オブ・ポゼッション、PAT=ポイント・アフター・タッチダウン。 アメリカンフットボールの用語集 (en) も参照。 | P=プレー数、TOP=タイム・オブ・ポゼッション、PAT=ポイント・アフター・タッチダウン。 アメリカンフットボールの用語集 (en) も参照。 | P=プレー数、TOP=タイム・オブ・ポゼッション、PAT=ポイント・アフター・タッチダウン。 アメリカンフットボールの用語集 (en) も参照。 | P=プレー数、TOP=タイム・オブ・ポゼッション、PAT=ポイント・アフター・タッチダウン。 アメリカンフットボールの用語集 (en) も参照。 | P=プレー数、TOP=タイム・オブ・ポゼッション、PAT=ポイント・アフター・タッチダウン。 アメリカンフットボールの用語集 (en) も参照。 | P=プレー数、TOP=タイム・オブ・ポゼッション、PAT=ポイント・アフター・タッチダウン。 アメリカンフットボールの用語集 (en) も参照。 | P=プレー数、TOP=タイム・オブ・ポゼッション、PAT=ポイント・アフター・タッチダウン。 アメリカンフットボールの用語集 (en) も参照。 | 27           | 10         |

試合開始早々、カウボーイズのオフェンスはあまり良い出来ではなく2回の攻撃シリーズ中3度もターンオーバーでボールを失うおそれがあった。ワイドレシーバーのブッチ・ジョンソンはダブルリバースのプレイでボールをファンブル、ボールはカウボーイズがリカバーしたがこのシリーズはパントに終わりブロンコスは敵陣33ヤードまで前進した。しかし3rdダウンでモートンがサックされて11ヤードをロスしパントを蹴ることとなった。これをリターナーのトニー・ヒルが自陣1ヤード地点でファンブルしたがブロンコス選手に奪われる前にカウボーイズ選手が抑えた。数プレイ後、トニー・ドーセットが自陣19ヤードでファンブルしたがセンターのジョン・フィッツジェラルドが素早くリカバーした。
ブロンコスの2度目の攻撃はランディ・ホワイトとハーベイ・マーティンの強烈なパスラッシュでモートンが投げ急ぎ、ランディ・ヒューズがインターセプトして敵陣25ヤードまでリターンした。この5プレイ後にドーセットが3ヤードを走りタッチダウン、カウボーイズが7-0と先制した。次のブロンコスの攻撃でもモートンが投げたパスがカウボーイズのラインバッカー、ボブ・ブリューニグがはじき、アーロン・カイルがインターセプトして19ヤードをリターン、敵陣35ヤードまでボールを進めた。その後カウボーイズは敵陣8ヤードまで前進したが3rdダウンでライル・アルゼイドがストーバックをサックして10ヤードロスしたため、35ヤードのフィールドゴール(FG)をエフレン・ヘレーラが決めて試合は10-0となった。
第2Q、カウボーイズは敵陣19ヤードまで攻め込んだ後、危うくターンオーバーでボールを失うところだった。ストーバックが投げたパスはエンドゾーンでブロンコス選手に奪われたがオフィシャルはパスを投げる前にストーバックの足がアウト・オブ・バーンズに出ていたとコールし、次のプレイでヘレーラが43ヤードのFGを決めて13-0とカウボーイズのリードが広がった。
第2Qの残り時間はお互いにターンオーバーの応酬となった。モートンが投げたパスはダラス陣40ヤードの地点でディフェンスバックのベニー・バーンズがインターセプト、カウボーイズは敵陣26ヤードまで前進したが43ヤードのFGは失敗に終わり追加点はならなかった。その後ブロンコスのワイドレシーバー、ジャック・ドルビンはボールをファンブルし、ヒューズが19ヤードリターンして敵陣27ヤードまでボールを戻したが、その後ヘレーラが32ヤードのFGを失敗した。直後のプレイでブロンコスのタイトエンド、ライリー・オドムスは自陣28ヤードでファンブルしボールを失ったがカウボーイズのタイトエンドのビリー・ジョー・デュプリーがファンブルし、ブロンコスのラインバッカー、トム・ジャクソンがリカバーした。その後のブロンコスの攻撃でマーク・ワシントンがモートンのパスをインターセプト、27ヤードのリターンで敵陣35ヤードまで残り6秒で進んだ。その後44ヤードのFGが失敗し前半が終了した。
前半だけでブロンコスは7回もターンオーバーでボールを失い、レギュラーシーズンにわずか8回しかインターセプトのなかったモートンはすでに4回のインターセプトを喫していた（残り3回はファンブルによるボールのロスト。）。それでもブロンコスはまだ13点しかリードを許しておらず後半最初の攻撃シリーズで敵陣深く攻め入ることができた。25ヤードのキックオフリターンで自陣35ヤード地点から始まった攻撃はオーティス・アームストロングの18ヤードランなどが出て最後はジム・ターナーの47ヤードのFGで試合は13-3となった。しかし第3Q終わりにブッチ・ジョンソンへの45ヤードのTDパスでカウボーイズのリードは広がり試合は20-3となった。
続くキックオフでデンバーのリターナーのリック・アップチャーチはスーパーボウル記録となる67ヤードのリターンを見せて敵陣26ヤードまでボールを戻した。続くブロンコスのプレイでモートンがこの日あわや5回目となるインターセプトされそうになるプレイを見せると次のプレイからノリス・ウィーズが代わりに出場するようになった。4プレイ後にロブ・ライトルが1ヤードのタッチダウンランを見せて試合は20-10に縮まった。
第4Q半ばウィーズがハーベイ・マーティンにサックされてカイルがボールをリカバー、ブロンコス陣29ヤードからの攻撃となった。次プレイでカウボーイズはハーフバックのオプションプレイを選択、ストーバックからロバート・ニューハウスへボールをピッチ、ボールを受けたニューハウスはこれをゴールデン・リチャーズへの29ヤードのタッチダウンパスを成功させた。このプレイで試合は決定的な点差となった。ニューハウスはスーパーボウル史上初めてタッチダウンパスを投げたランニングバックとなった。試合はこのまま27-10で終了した。
ストーバックはパス25回中17回成功、183ヤード、1タッチダウン、インターセプトは0回だった。ドーセットは66ヤードを走り1タッチダウン、パスレシーブも2回記録した。ニューハウスは29ヤードのタッチダウンパスを投げた以外に、55ヤードを走った。デュプリーは4回のパスキャッチで66ヤードを稼ぎ、ヒューズはインターセプト1回、ファンブルリカバー2度（スーパーボウル記録）を記録した。
モートンはパス15回中4回しか成功せず、39ヤードの獲得、4インターセプトを喫した。アップチャーチがリターンなどで合計125ヤードを走った。
オフェンスの選手がMVPに選ばれることが多いスーパーボウルであるが、ホワイトとマーティンがMVPを同時受賞した。またMVPにこそ選ばれなかったがヒューズとカイルは2人で5回のターンオーバーを奪い、カウボーイズはターンオーバーからの攻撃で17点を奪った。

## スターティングラインアップ
| ダラス・カウボーイズ                                  | ポジション | デンバー・ブロンコス                        |
| ----------------------------------------------------- | ---------- | ------------------------------------------- |
| オフェンス                                            |            |                                             |
| ブッチ・ジョンソン Butch Johnson                      | WR         | ジャック・ドルビン Jack Dolbin              |
| ラルフ・ニーリー Ralph Neely                          | LT         | アンディ・モーラー Andy Maurer              |
| ハーバート・スコット Herbert Scott                    | LG         | トム・グラシック Tom Glassic                |
| ジョン・フィッツジェラルド John Fitzgerald            | C          | マイク・モントラー Mike Montler             |
| トム・ラファーティ Tom Rafferty                       | RG         | ポール・ハワード Paul Howard                |
| パット・ドノバン Pat Donovan                          | RT         | クローディー・マイナー Claudie Minor        |
| ビリー・ジョー・デュプリー Billy Joe Dupree           | TE         | ライリー・オドムス Riley Odoms              |
| ドリュー・ピアソン Drew Pearson                       | WR         | ハーベン・モーゼス Haven Moses              |
| ロジャー・ストーバック Roger Staubach                 | QB         | クレイグ・モートン Craig Morton             |
| トニー・ドーセット Tony Dorsett                       | RB         | オーティス・アームストロング Otis Armstrong |
| ロバート・ニューハウス Robert Newhouse                | RB         | ジョン・キーワース Jon Keyworth             |
| ディフェンス                                          |            |                                             |
| トゥー・トール・ジョーンズ Ed "Too Tall" Jones        | LE         | バーニー・チェイバス Barney Chavous         |
| ジェスロ・ピュー Jethro Pugh                          | LT-NT      | ルビン・カーター Rubin Carter               |
| ランディ・ホワイト Randy White                        | RT-RE      | ライル・アルゼイド Lyle Alzado              |
| ハーベイ・マーティン Harvey Martin                    | RE-LOLB    | ボブ・スウェンソン Bob Swenson              |
| トーマス・"ハリウッド"・ヘンダーソン Thomas Henderson | LLB-LILB   | ジョー・リッゾ Joe Rizzo                    |
| ボブ・ブリューニグ Bob Breunig                        | MLB-RILB   | ランディ・グラディシャー Randy Gradishar    |
| D.D.ルイス D.D. Lewis                                 | RLB-ROLB   | トム・ジャクソン Tom Jackson                |
| ベニー・バーンズ Benny Barnes                         | LCB        | ルイス・ライト Louis Wright                 |
| アーロン・カイル Aaron Kyle                           | RCB        | スティーブ・フォーリー Steve Foley          |
| チャーリー・ウォーターズ Charlie Waters               | SS         | ビリー・トンプソン Billy Thompson           |
| クリフ・ハリス Cliff Harris                           | FS         | バーナード・ジャクソン Bernard Jackson      |
| スペシャルチーム                                      |            |                                             |
| エフレン・ヘレーラ Efren Herrera                      | K          | ジム・ターナー Jim Turner                   |
| ダニー・ホワイト Danny White                          | P          | バッキー・ディルツ Bucky Dilts              |
| ヘッドコーチ                                          |            |                                             |
| トム・ランドリー Tom Landry                           |            | レッド・ミラー Red Miller                   |

## 天候
- 屋内、気温21℃(70°F)